# Cyril Dumoulin
Cyril Dumoulin (ur. 2 lutego 1984 r. w Rillieux-la-Pape) – francuski piłkarz ręczny, reprezentant kraju, grający na pozycji bramkarza. Od 2016 roku jest zawodnikiem HBC Nantes.

## Sukcesy

### Reprezentacyjne
Mistrzostwa świata:
- Katar 2015
- Niemcy/Dania 2019

Mistrzostwa Europy:
- Dania 2014
- Chorwacja 2018

### Klubowe
Liga Mistrzów:
- 2018

Mistrzostwa Francji:
- 2006, 2008, 2009, 2010, 2011, 2012, 2017

Puchar Francji:
- 2017
- 2005, 2009, 2011, 2014